# Фриносомові
Фриносомові (Phrynosomatidae) — родина ящірок з підряду ігуаноподібних. Має 10 родів та 136 видів.

## Опис
Загальна довжина коливається від 10 до 50 см. Колір шкіри різнобарвний, здебільшого коричнюватий, бронзовий, сіруватий, чорний, зеленуватий з поперечними смугами. Тулуб стиснутий, циліндричної форми. У деяких присутні довгі вирости на кшталт рогів. У низки видів є «колючий» хвіст з численними шипами. Кінцівки добре розвинуті.

## Спосіб життя
Полюбляють пустелі, посушливі, кам'янисті місцевості. Моторні, швидко бігають та добре лазають по вертикальні поверхні. Активні вдень. Харчуються комахами, безхребетних та дрібними ящірками. 
Це як яйцекладні, так й живородні ящірки.

## Розповсюдження
Мешкають від півдня Канади до Панами.

## Роди
- Callisaurus
- Cophosaurus
- Holbrookia
- Petrosaurus
- Phrynosoma
- Sceloporus
- Uma
- Urosaurus
- Uta
- †Desertiguana